# Álcsuszka
Az álcsuszka (Acanthisitta chloris) a madarak osztályának verébalakúak (Passeriformes) rendjébe az álcsuszkafélék (Acanthisittidae) családjába tartozó Acanthisitta nem egyetlen faja.

## Rendszerezése
A fajt Anders Erikson Sparrman írta le 1787-ben, még a csuszkafélék (Sittidae) családba tartozó Sitta nembe Sitta chloris néven.

## Alfajai
- Acanthisitta chloris chloris
- Acanthisitta chloris citrina
- Acanthisitta chloris granti[2]

## Előfordulása
Új-Zéland endemikus madárfaja. A természetes élőhelye mérsékelt övi erdők és bokrosok, valamint ültetvények.

## Megjelenése
Testhossza 7-9 centiméter. A hím jellemző testtömege 6 gramm, míg a tojóé 7 gramm. Az álcsuszka Új-Zéland legkisebb madara. A nemek hasonlóak. A szárnya kerekített, farka rövid. A hím háti oldalán élénkzöld, míg a tojó sötétbarna. Gyorsan repül, sűrű szárnycsapásai jellegzetes zümmögő hangot adnak.
|  |

## Életmódja
Rovarokkal, kukacokkal táplálkozik, melyet a fa kérge alól szerez meg. A táplálékszerzés közben a fán spirális alakban fokozatosan halad felfelé. Miután egy fán befejezte a keresést egy másik szomszédos  fán újból kezdi ugyanezt.

## Szaporodása
Fészkét fatörzsbe építi, fűvel, tollakkal és más puha anyagokkal béleli, kupola alakú és bejárata gyakran igen szűk.  Fészekalja 4–5 tojásból áll, melyet 13-15 napig költ.